# Bulbophyllum pecten-veneris
Bulbophyllum pecten-veneris es una especie de orquídea epifita  originaria de  	 Asia.

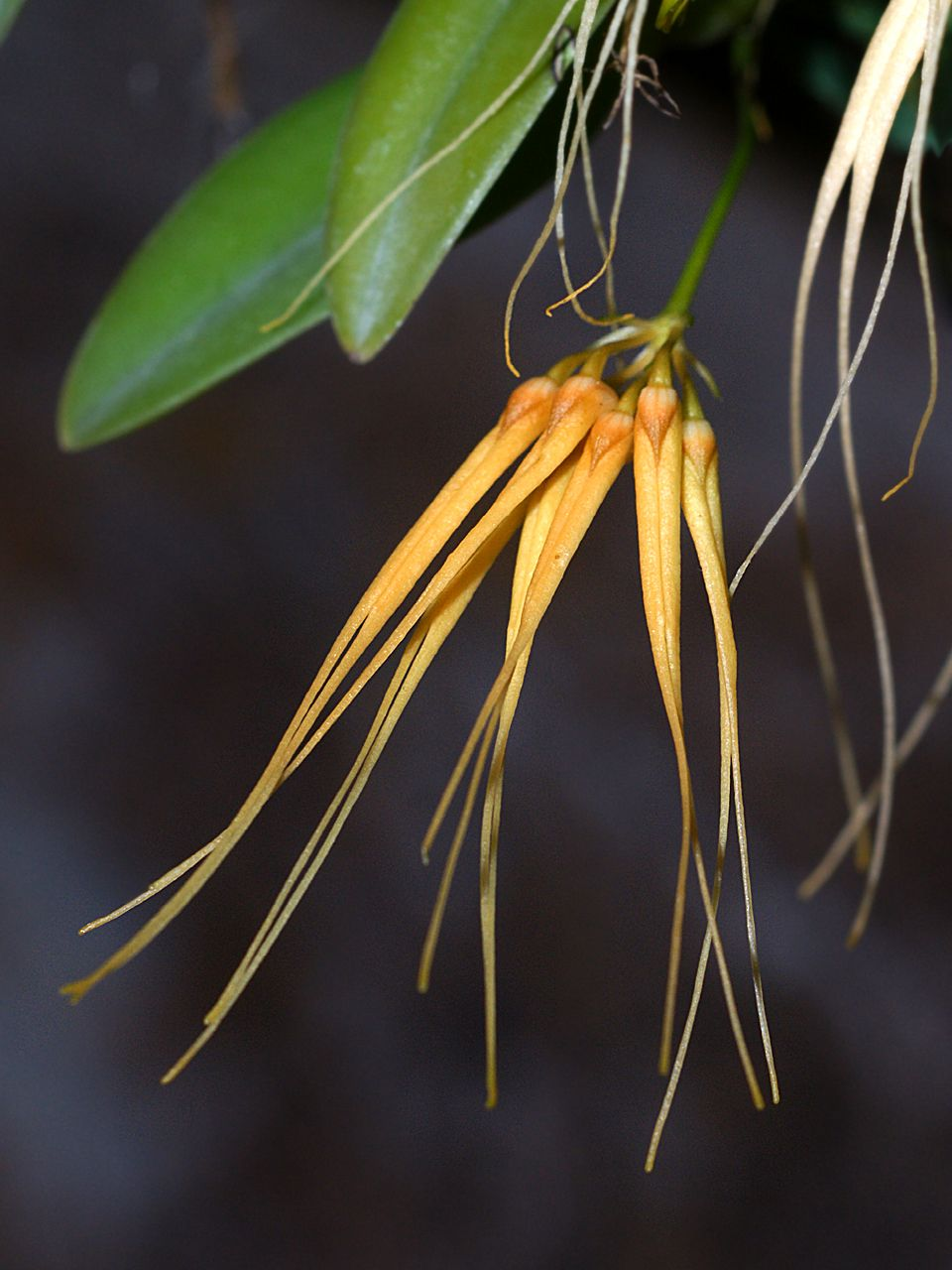
Vista de la planta

## Descripción
Es una orquídea de pequeño tamaño, con hábitos epifita con pseudobulbos  un poco espaciados, ovoide-globosos que llevan una sola hoja, apical, erecta, ovado-elíptica a oblongo-lanceolada, obtusa apical y subsésil. Florece en la primavera en una inflorescencia basal, de 10 cm  de largo, con 3 a 9 de flores que se encuentran en una umbela.

## Distribución y hábitat
Se encuentra en Hubei, Fujian y Anhui de China, Hong Kong, Vietnam del Sur, Laos y Tailandia en bosques siempreverdes de tierras bajas y en alturas inferiores a 1.200 metros.  

## Taxonomía
Bulbophyllum pecten-veneris fue descrita por (Gagnep.) Seidenf.  y publicado en Dansk Botanisk Arkiv 29(1): 37. 1973.
Etimología
Bulbophyllum: nombre genérico que se refiere a la forma de las hojas que es bulbosa.
pecten-veneris: epíteto
Sinonimia
- Bulbophyllum flaviflorum (Tang, S.Liu & H.Y.Su) Seidenf.
- Bulbophyllum tingabarinum Garay, Hamer & Siegerist
- Bulbophyllum tingabarinum f. flavum O.Gruss
- Cirrhopetalum flaviflorum Tang, S.Liu & H.Y.Su
- Cirrhopetalum miniatum Rolfe
- Cirrhopetalum pecten-veneris Gagnep.[3][4]